# 僧帽内陆溪蟹
僧帽内陆溪蟹（学名：Neilupotamon physalisum）为溪蟹科内陆溪蟹属的动物。在中国大陆，分布于贵州等地，一般栖息于山溪上游石块下。其生存的海拔范围为286至2250米。